# São Mamede de Escariz
São Mamede de Escariz (llamada oficialmente Escariz (São Mamede)) era una freguesia portuguesa del municipio de Vila Verde, distrito de Braga.

## Historia
Fue suprimida el 28 de enero de 2013, en aplicación de una resolución de la Asamblea de la República portuguesa promulgada el 16 de enero de 2013 al unirse con la freguesia de São Martinho de Escariz, formando la nueva freguesia de Escariz (São Mamede) e Escariz (São Martinho).